# Bamberger Kurzfilmtage
Le Bamberger Kurzfilmtage (Giornate bamberghesi del cortometraggio) sono un festival tedesco del cortometraggio che, dal 1991, si tiene nel gennaio di ogni anno a Bamberga, nell'Alta Franconia. È il più longevo festival del cortometraggio in Baviera, vanta circa 4.500 spettatori l'anno ed è stato modello per altre manifestazioni analoghe organizzate nella regione.

## Profilo del festival e premi
Le Giornate bamberghesi del Cortometraggio sono un festival del film corto di lingua tedesca e sono considerate una tra le più importanti iniziative dedicate a questo genere. Al concorso sono ammesse ogni anno più di 70 produzioni provenienti dalla Germania, dall'Austria, dalla Svizzera, dal Lussemburgo e dall'Alto Adige. Concorrono film con una durata massima di 30 minuti prodotti negli ultimi due anni, divisi in sette categorie. Ai vincitori di ogni categoria è consegnato il Cavaliere di Bamberga (Bamberger Reiter), una scultura di cioccolato massiccio del celebre Cavaliere di Bamberga simbolo della città. Per il Premio del pubblico questa dolce scultura è dorata, mentre il vincitore del Premio per film documentari riceve una versione reinterpretata del Cavaliere di Bamberga in ferro. Entrambe le sculture sono opera dello scultore Adelbert Heil. È previsto anche un premio in denaro, che varia da 200 € a 1.000 €
Le categorie, premiate nei primi due casi dal pubblico, negli altri da tre giurie sono:
- Il premio del pubblico
- Il miglior film per bambini
- La migliore fiction corta (giuria professionale)
- Il miglior film d'animazione/sperimentale (giuria professionale)
- Il premio per film documentari (giuria professionale)
- Il premio per film regionali Bamberg dreht ab! (giuria regionale)
- Il premio della giuria giovanile

Oltre ai concorsi le Giornate del Cortometraggio presentano rassegne tematiche e la ormai tradizionale rassegna Corto-Lungo, che mostra accanto a un cortometraggio il primo lungometraggio di un regista. Anche i partner internazionali del festival di Bamberga, come per esempio il Tampere Film Festival (Finlandia), sono presenti con le loro rassegne.

## Organizzatori
Le Giornate del Cortometraggio di Bamberga, organizzate dall'associazione Bamberger Kurzfilmtage e. V., sono uno dei pochi festival cinematografi tedeschi organizzati sin dalla fondazione quasi esclusivamente a titolo di volontariato.
Gli obiettivi dell'associazione volontaria Bamberger Kurzfilmtage e. V. sono:
- la promozione no profit del bene culturale cortometraggio come espressione artistica
- rendere il genere accessibile a un vasto pubblico.